# 长兴岛铁路
长兴岛铁路是一条正在兴建的铁路，全线位于辽宁省大连市瓦房店市境南部，东起哈大铁路瓦房店站，西至未来的长兴岛港站，将长兴岛与沈大铁路相连，是长兴岛的第一条铁路，总长79.3公里。
2006年9月，工程正式立项。2009年5月，铁路初期工程的可行性研究报告和初步设计获得批复，具备了开工条件，7月15日开标，7月18日举行开工典礼正式动工。工程总投资23.4亿元，由沈阳铁路局和长兴岛临港工业区管委会共同投资建设。
沿线零星车流、地方车流、及小运转列车、摘挂列车在瓦房店站编解后发往路网。

## 工程
沿途设董屯站、白水井站、郭家站、复州湾站、左屯站、五岛站、长兴岛港站。
整个工程分为两期：初期工程于2009年7月18日开工，从既有田家-五岛铁路CK53+000至新建长兴岛港站，新建线路25.03公里，工程投资概算8.7亿元，工期18个月；近期工程由瓦房店站大连端咽喉接轨引出，经董屯、白水井、郭家、复州湾、左屯等站至五岛站，线路总长约54.3公里，其中新建或改建铁路44.6公里，利用既有线9.7公里，工程投资概算约14.7亿元。

## 未来
铁路建成后为国铁一级干线、客货混行单线（预留双线）标准轨电气化线路，还将开行哈大线的直达列车。预测近期2020年最大区段货流密度可达2700万吨/年，远期2030年最大区段货流密度可达4600万吨/年。铁路将作为长兴岛港面向中国东北的重要运输通道。